# 동기 시대
| 인류 역사의 구분  |             |           |           |
| 홀 로 세          | 역사 시대   | 역사 시대 | 역사 시대 |
| 홀 로 세          | 철기 시대   |           |           |
| 홀 로 세          | 청동기 시대 |           |           |
| 홀 로 세          | 동기 시대   |           |           |
| 홀 로 세          | 신석기 시대 |           |           |
| 홀 로 세          | 중석기 시대 |           |           |
| 플 라 이 스 토 세 | 후기 구석기 |           |           |
| 플 라 이 스 토 세 | 중기 구석기 |           |           |
| 플 라 이 스 토 세 | 전기 구석기 |           |           |
| 플 라 이 스 토 세 | 구석기 시대 |           |           |
| 플 라 이 스 토 세 | 석기 시대   |           |           |

동기 시대(銅器時代, 영어: Chalcolithic 또는 Copper Age)는 구리나 금, 은과 같은 금속을 사용하기 시작한 시대이다. 구리를 합금으로 사용하지 않았으므로 순동기 시대(純銅器時代)라고도 하고 석기를 함께 사용하였으므로, 금석 병용 시대(金石倂用時代)라고도 한다. 일반적으로 유럽의 고고학에서는 금석병용시대(Chalcolithic)의 사용을 피하고, 동기 시대(Copper Age)라는 용어를 사용하며, 중동에서는 금속병용시대를 일반적으로 사용한다. 중동과 코카서스의 동기 시대는 기원전 5000년 말기부터 시작되었고, 초기 청동기 시대가 도래하기 전 약 1000년간 지속되었다.
유럽에서는 동기 시대가 빠르게 청동기 시대로 바뀌었고, 중동보다 1000년이 늦은 기원전 4000년 경에서 기원전 3000년 경에 시작되었다. 이 시대는 전통적인 세 시대 체계의 예외에 해당하는 과도기적 시기로, 신석기 시대와 청동기 시대의 중간에 위치한다. 구리가 초기에는 폭넓게 사용되지 않았고, 주석 등의 합금에 의해 청동기 시대로 바뀌어 동기 문화 및 동기 시대를 다른 문화와 다른 시대로 구별하는 것을 어렵게 한다. 이 때문에 이 구분은 통상 기원전 4세기 전후에 동기 문화가 있는 지역 주로 남동 유럽이나 서아시아 및 중앙아시아의 고고학자에 의해 주로 사용되는 구분이다. 따라서 유럽의 제국주의 확장의 시점에서 구리와 구리합금을 사용하고 있던 아메리카의 문명에는 적용되지 않았다.
야금술은 비옥한 초승달 지대에 처음으로 등장하였으며, 그곳은 기원전 4000년 전에 청동기 시대를 탄생시켰다. 남아메리카의 잉카와 중앙아메리카에서도에서 독립적이고 제한된 구리와 청동기 제련 기술이 존재하였다.
파르폴라에 의하면, 동기 시대인 기원전 4300년에서 기원전 3300년 사이의 인더스 문명과 남 투르크메니스탄 그리고 북 이란의 토기의 유사성으로 볼 때 이동과 교역이 있었음을 알시하는 것이라고 주장한다.
동기 시대 유물은 유럽의 동남부와 서아시아 등지에서 발견되었다. 대표적인 유적으로는 알프스에서 기원전 3300년 경의 《외찌 아이스맨(Iceman)》과 함께 발굴된 순 구리로 된 도끼와 칼이 있다.

## 유럽
외찌 알프스에서 발견된 기원전 3300년 전의 외찌 아이스맨은 구리 도끼를 가지고 있었고, 이것으로 미루어 유럽에서는 구리 채광이 적어도 5300년 전에 시작되었음을 말한다. 세르비아의 프로쿠플리에(Prokuplje)서도 구리 도끼가 발견되었는데, 이것은 인간의 금속 도구 사용이 유럽에서는 약 7500년 전(기원전 5500년)에 사용되었다는 것을 의미한다.

## 이집트

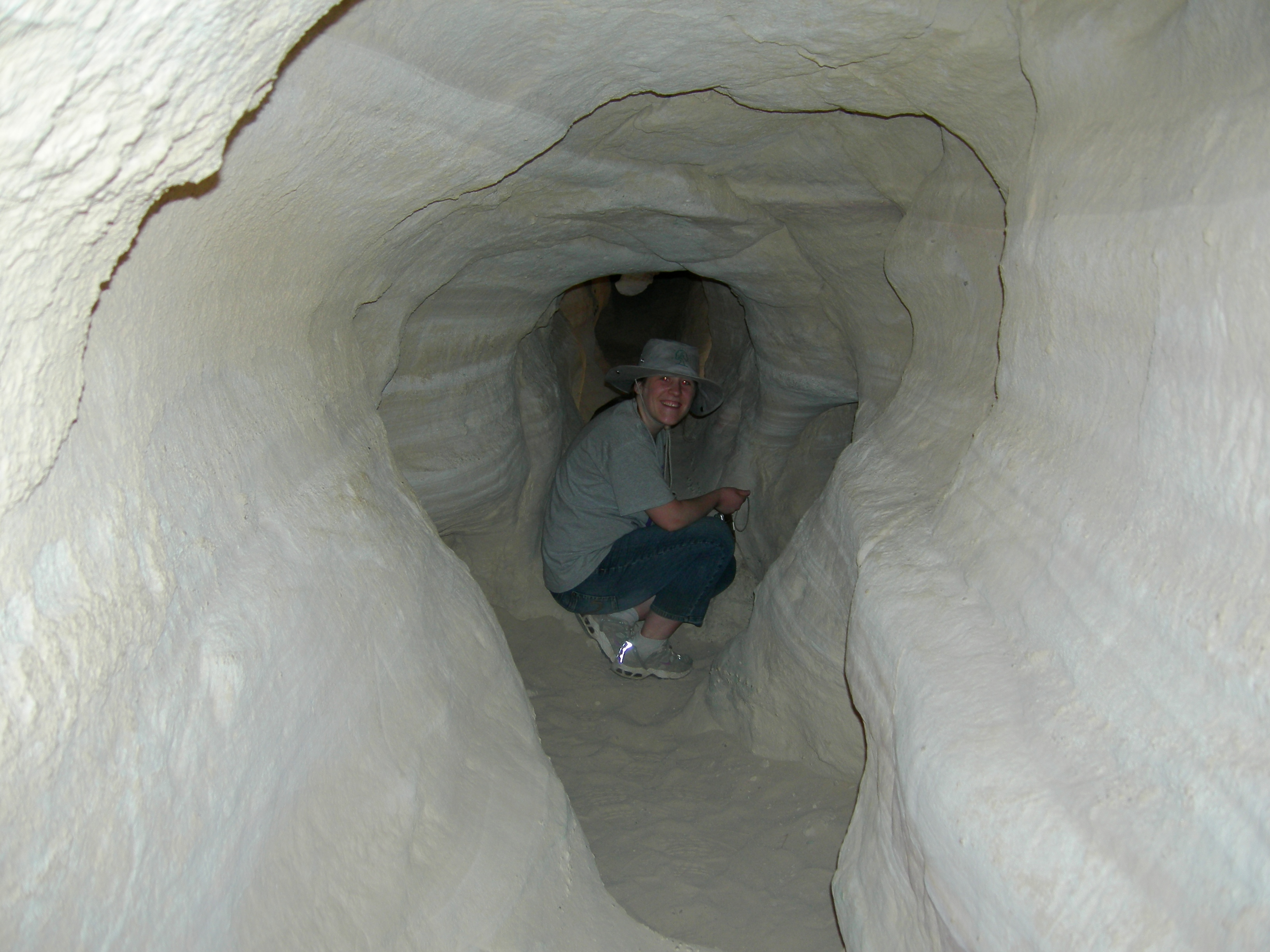
이스라엘 네게브 사막의 팀나 계곡에서 발견된 동기 시대의 구리광산

이집트의 동기 시대는 청동기를 가진 이집트 중왕국까지 잘 이어졌다. 이집트 중왕국에서는 제18왕조가 되어서야 청동기 사용이 일반화되었다.

## 남아시아
남아시아의 메르가르에 살던 사람들은 기원전 7700년에서 기원전 3300년 사이에 구리 광물로 된 도구를 만들었다.

## 동아시아
동아시아에서는 기원전 5000년 전에 시안의 동쪽에 양사오 문화의 반포기 유적인 장자이(姜寨)에서 그리고 홍산 문화와 같이 동기가 등장하기 시작한다. 그러나 이러한 금속 유물은 널리 사용되지는 않았다.

## 아메리카대륙
보편적이지는 않지만, 이 용어는 유럽인들의 정복 수천년 이전에 이미 구리와 구리 합금이 사용된 아메리카 문명에도 적용된다. 미국의 미시간과 위스콘신에 있는 오래된 구리 유적지에는 동기와 구리 무기 그리고 다른 도구가 출토되었다. 이 유적지에서 나온 유물은 기원전 4000년에서 기원전 1000년 전의 것이며, 전 세계 동기 시대 유적지 중에서도 가장 오래된 곳 중의 하나이다.

## 같이 보기
- 청동기 시대
- 세 시대 체계

## 참고 문헌
- Parpola, Asko (2005년 5월 19일), 〈Study of the Indus script〉, 《Transactions of the 50th International Conference of Eastern Studies》 (PDF), Tokyo: The Tôhô Gakkai, 28–66쪽.
- Bogucki, Peter (2007년), 《Copper Age of Eastern Europe》, London: Sandcastle Books, 66쪽.
- Evans, John (1897년), 《The Ancient Stone Implements, Weapons and Ornaments of Great Britain》, London: Longmans, Green, and Company, 197쪽.
- C.Michael Hogan (2007) Los Silillos, The Megalithic Portal, ed. A. Burnham
- Possehl, Gregory L. (1996). Mehrgarh in Oxford Companion to Archaeology, edited by Brian Fagan. Oxford University Press.